# Rhadinaea
Rhadinaea – rodzaj węży z podrodziny ślimaczarzy (Dipsadinae) w rodzinie połozowatych (Colubridae).

## Zasięg występowania
Rodzaj obejmuje gatunki występujące w Stanach Zjednoczonych, Meksyku, Belize, Gwatemali, Hondurasie, Nikaragui, Kostaryce, Panamie, Kolumbii i Ekwadorze, prawdopodobnie także w Salwadorze. 

## Systematyka

### Etymologia
Rhadinaea: gr. ῥαδινος rhadinos „delikatny, smukły”.

### Podział systematyczny
Do rodzaju należą następujące gatunki:

- Rhadinaea bogertorum C. Myers(inne języki), 1974
- Rhadinaea calligaster (Cope, 1875)
- Rhadinaea cuneata C. Myers, 1974
- Rhadinaea decorata (Günther, 1858)
- Rhadinaea flavilata (Cope, 1871)
- Rhadinaea forbesi H.M. Smith, 1942
- Rhadinaea fulvivittis Cope, 1875
- Rhadinaea gaigeae Bailey(inne języki), 1937
- Rhadinaea hesperia Bailey, 1940
- Rhadinaea laureata (Günther, 1868)
- Rhadinaea macdougalli H.M. Smith & Langebartel, 1949
- Rhadinaea marcellae Taylor, 1949
- Rhadinaea montana H.M. Smith, 1944
- Rhadinaea myersi Rossman, 1965
- Rhadinaea nuchalis Gárcia-Vázquez, Pavón-Vázquez, Blancas-Hernández, Blancas-Calva & Centenero-Alcalá, 2018
- Rhadinaea omiltemana (Günther, 1894)
- Rhadinaea pulveriventris Boulenger, 1896
- Rhadinaea quinquelineata Cope, 1886
- Rhadinaea sargenti Dunn & Bailey, 1939
- Rhadinaea taeniata (W. Peters, 1863)
- Rhadinaea vermiculaticeps (Cope, 1860)